# Vivar del Cid
Vivar del Cid es una localidad española del municipio de Quintanilla Vivar, situada a 7 kilómetros al norte de Burgos. Posee una población aproximada de 340 habitantes.
La tradición afirma que en esta aldea nació el Cid Campeador, aunque no hay documentación que lo pruebe y la primera vinculación de Rodrigo Díaz con Vivar (a cuyo topónimo se añadió «del Cid» para reforzar esta adscripción) aparece en un cantar de gesta: el Cantar de Mio Cid, compuesto hacia 1200.
Durante el mes de julio, se celebran las Jornadas Medievales, cuyos actos giran en torno a la figura del Cid.

## Situación administrativa
Entidad Local Menor cuya alcaldesa pedánea es M.ª Esther López Ortega, del Partido Popular.

## Historia

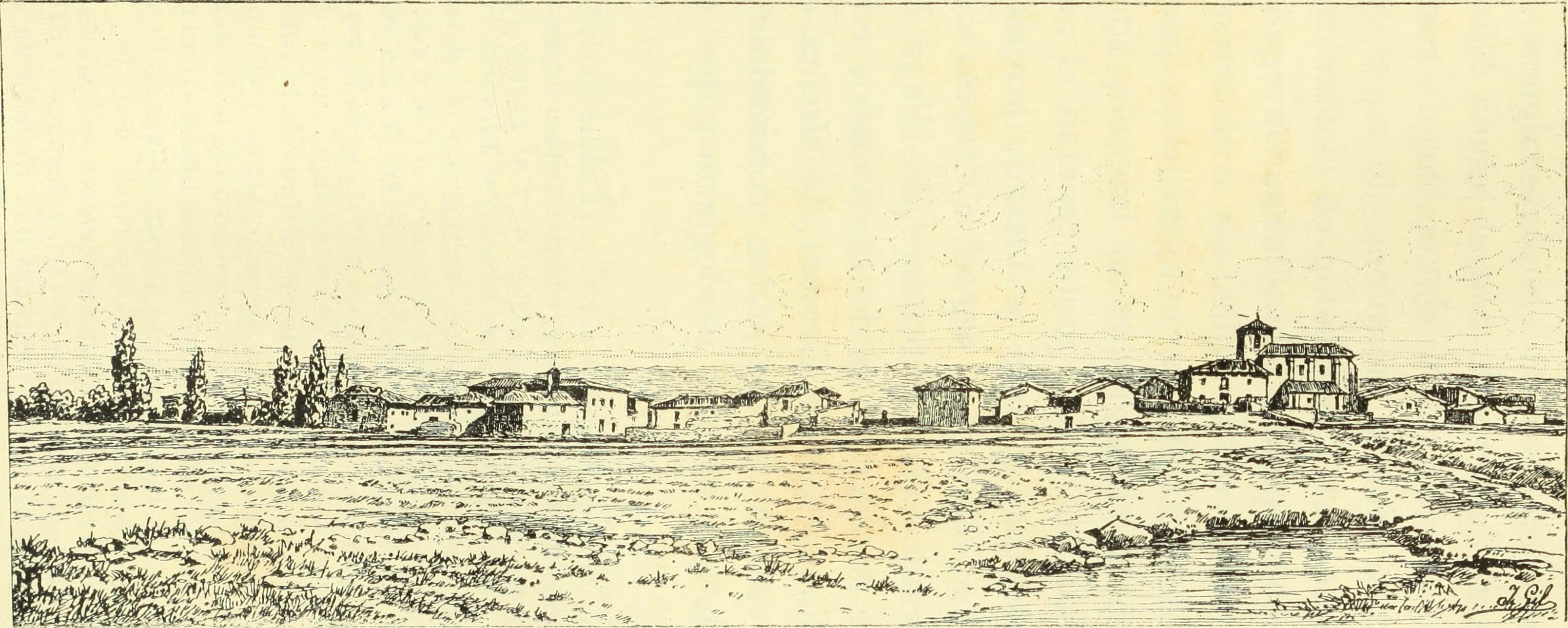
Vista de la localidad en un dibujo de Isidro Gil

Lugar que formaba parte, del Alfoz y Jurisdicción de Burgos, en el partido de Burgos, uno de los catorce que formaban la Intendencia de Burgos durante el periodo comprendido entre 1785 y 1833, tal como se recoge en el Censo de Floridablanca de 1787. Tenía jurisdicción de realengo con alcalde pedáneo.
Antiguo municipio de Castilla la Vieja, en el Partido de Burgos, código INE-095193, que en el censo de la matrícula catastral contaba con 57 hogares y 114 vecinos. Entre el censo de 1857 y el anterior, este municipio desaparece porque se integra en el municipio 09301 Quintanilla Vivar.

## Emblemática
Escudo partido: Primero, en gules, dos espadas de empuñadura de oro y hoja de plata puestas en sotuer, cargadas de escudo, también de plata, y en él castillo donjonado de tres donjones, el central de homenaje, mazonado de sable. Segundo, en plata , árbol arrancado de sinople, surmontado de azor, azorado, y en punta onda de azur. Al timbre corona real cerrada.
Bandera.– Cuadrada, o de 1x1. Tricolor. Banda de plata de 3/10 de anchura; parte superior de la bandera en rojo y la inferior en verde. En el corazón de la bandera campeará el escudo municipal.

## Sitio histórico

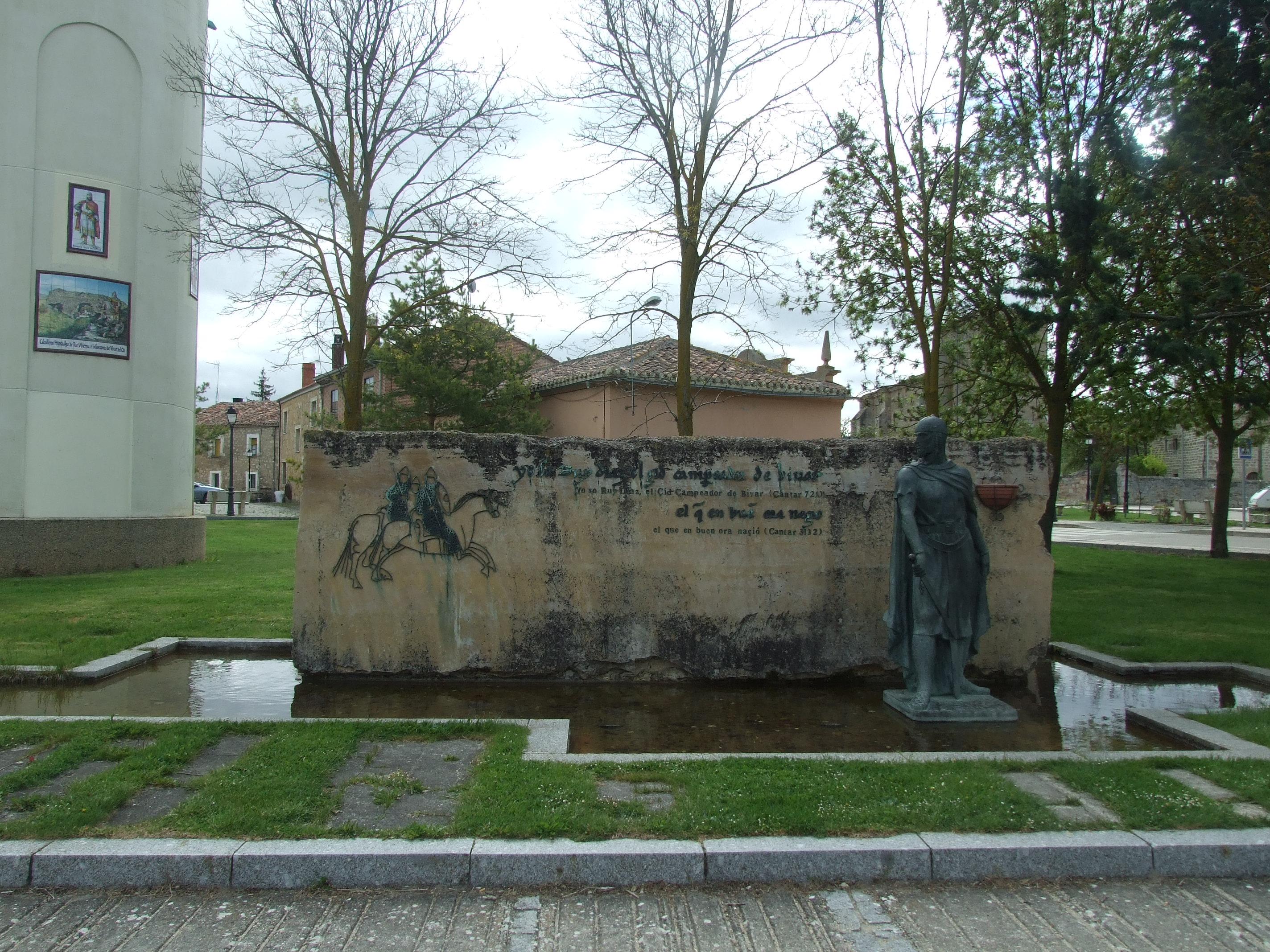
Monumento al Cid.

Una tradición asentada desde el Cantar de mio Cid y los posteriores romances ha asociado a Vivar desde antiguo con el lugar de nacimiento de Rodrigo Díaz el Campeador.
Su presencia en las tradiciones de la Villa en diversas creaciones literarias, la toponimia proveniente del Cantar de mio Cid que vincula a Vivar con el Camino del Cid, la cita expresa que de la Villa se hace en la Carta de arras que el Campeador otorgó a Jimena con ocasión de su casamiento, lo que indica que el Rodrigo Díaz histórico tenía posesiones en Vivar, y la existencia del convento que guardó durante siglos el manuscrito del Cantar de mio Cid, justifican la protección del núcleo urbano como Sitio Histórico.

## Lugares de interés
- Iglesia de San Miguel Arcángel.

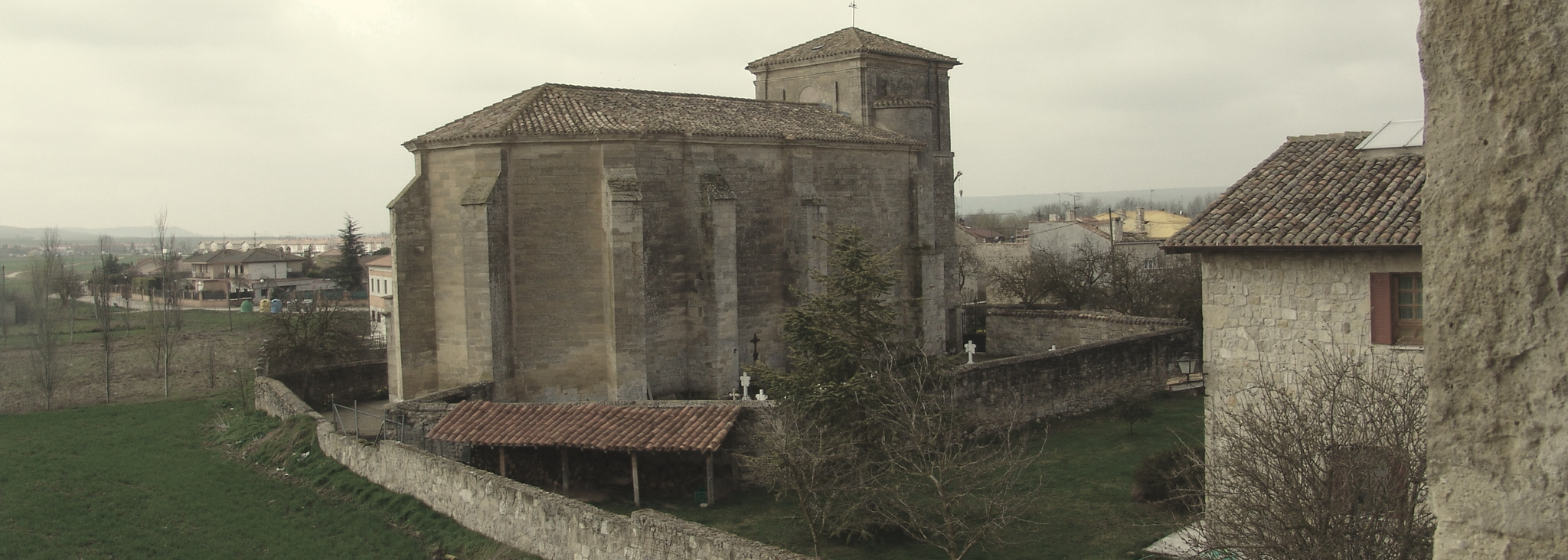
Iglesia de San Miguel.

- Monumento al Cid Campeador en el llamado Solar del Cid.
- Monasterio de Nuestra Señora del Espino: Fundado por Pedro López Padilla y su esposa Isabel Pacheco Padilla en 1477. En su biblioteca se guardó el manuscrito del Cantar de mío Cid, hoy en la Biblioteca Nacional.
- Molino del Cid: Inicio de la ruta Camino del Cid.

## Fiestas
- Carnaval (Cena martes de carnaval)
- San Antonio de Padua (13 de junio)
- Fiestas en honor a D. Rodrigo Díaz de Vivar. Primer Fin de semana mes de julio (actividades cidianas, cenas medievales, mercado medieval, etc.).
- Jueves Santo con procesión de las tres caídas.
- Fiestas patronales de San Miguel Arcángel: 29 de septiembre.

## Rutas
- Localidad de partida del Camino del Cid.